# Explode
 (février 2018).
Si vous disposez d'ouvrages ou d'articles de référence ou si vous connaissez des sites web de qualité traitant du thème abordé ici, merci de compléter l'article en donnant les références utiles à sa vérifiabilité et en les liant à la section « Notes et références ».
Albums de The Unseen
The Anger & The Truth
(2001) State of Discontent
(2005)
Explode est le quatrième album studio du groupe de punk rock américain The Unseen, sorti en juin 2003.

## Liste des titres
Toutes les chansons sont écrites et composées par The Unseen.
| 1.    | False Hope                 | 2:07 |
| 2.    | Your Failure Is My Revenge | 1:46 |
| 3.    | Explode                    | 2:04 |
| 4.    | Don't Look Back            | 1:52 |
| 5.    | Negative Outlook           | 1:35 |
| 6.    | Tsunami Suicide            | 1:46 |
| 7.    | So Sick of You             | 2:04 |
| 8.    | Remains Unseen             | 2:34 |
| 9.    | Fed Up                     | 1:10 |
| 10.   | Useless Regrets            | 1:23 |
| 11.   | Victims                    | 1:49 |
| 12.   | New World Disorder         | 1:37 |
| 21:46 |                            |      |

## Crédits
| - Tripp Underwood : basse, chant - Mark Civitarese : batterie, chant - Paul Russo : guitare, chant - Scott Hadyia : guitare solo - Pat Melzard : batterie | - Production : Jim Siegel, The Unseen - Ingénierie, enregistrement : Jim Siegel - Mastering : Jeff Lipton - Technicien : Jon Cohan - Photographie : Kim Genereux, Josh Bankes, Marianne Burke, Valerie Scott Keys |